# Randazzo

Katedra

Randazzo – miejscowość i gmina we Włoszech, w regionie Sycylia, w prowincji Katania.
Według danych na rok 2004 gminę zamieszkiwało 11 216 osób, 55 os./km².
W miasteczku znajduje się stacja kolejowa będąca węzłowym punktem wąskotorowej kolei Circumetnea.